# Ángel Mangual
Ángel Luis Mangual Guilbe (né le 19 mars 1947 à Juana Díaz, Porto Rico et mort le 16 février 2021 à Ponce, Porto Rico) est un joueur professionnel de baseball.
Il évolue dans la Ligue majeure de baseball au poste de voltigeur pour les Pirates de Pittsburgh en 1969 et les Athletics d'Oakland de 1971 à 1976. Il fait partie des équipes des Athletics qui remportent les Séries mondiales de 1972, 1973 et 1974.
Il est le frère aîné de Pepe Mangual et le cousin de Coco Laboy, deux autres joueurs professionnels de baseball.
À l'origine mis sous contrat par Pittsburgh avant la saison 1966, Mangual est échangé à Oakland le 20 octobre 1970 contre le lanceur droitier Mudcat Grant. En 450 matchs joués sur 7 saisons dans le baseball majeur, Ángel Mangual amasse 304 coups sûrs, 8 circuits, 125 points produits, 122 points marqués et 5 buts volés. Sa moyenne au bâton en carrière s'élève à ,245. Il réussit 7 coups sûrs en 20 matchs éliminatoires, dont 3 en 10 matchs de Séries mondiales.